# Steninge
Steninge – miejscowość (tätort) w Szwecji, w regionie administracyjnym (län) Halland (gmina Halmstad).
Miejscowość położona jest w prowincji historycznej (landskap) Halland na wybrzeżu Kattegatu, ok. 20 km na północny zachód od centrum Halmstad.
W 2010 r. Steninge liczyło 836 mieszkańców.